# Arroyo Sarandí (Arroyo Yacuy, Salto)
Der Arroyo Sarandí ist ein Fluss im Westen Uruguays.
Er entspringt in der Cuchilla de Belén im Departamento Salto südöstlich von Belén. Von dort fließt er in nördliche Richtung und mündet schließlich östlich der Nordspitze der Stadt Belén als linksseitiger Nebenfluss in den Arroyo Yacuy.